# Museo Arqueológico de Mitilene
El Museo Arqueológico de Mitilene es uno de los museos de Grecia. Está ubicado en la isla de Lesbos.

## Historia del museo
En 1935 la Escuela Estadounidense de Estudios Clásicos financió la construcción de un primer museo en Mitilene. Sin embargo, en 1963 este edificio quedó dañado por cuestiones geológicas y los objetos del museo tuvieron que trasladarse inicialmente a ubicaciones provisionales hasta que en 1965 se instalaron en un edificio residencial construido en 1912 y comprado por el Ministerio del Interior de Grecia. Este edificio pasó a depender del Ministerio de Cultura en 1990. Por otra parte, desde 1984 se había iniciado la construcción de un nuevo edificio para albergar el número creciente de hallazgos arqueológicos procedentes de las excavaciones de la isla. Este nuevo edificio quedó completado en 1995. Por  tanto, el museo está compuesto desde entonces por los dos edificios, que están separados por pocos metros de distancia.

## Colecciones

### Edificio antiguo
El edificio más antiguo de los dos que forman el museo consta de dos plantas. En él se expone la historia de Lesbos desde el periodo neolítico tardío hasta la época romana. En el primer piso se exponen objetos del neolítico —procedentes de la cueva de San Bartolomé— y de la Edad del Bronce —del yacimiento arqueológico de Thermí. En el segundo están los objetos pertenecientes a periodos comprendidos entre el siglo X a. C. y el IV d. C. procedentes principalmente de Antisa y de Mitilene, entre los que destacan los singulares capiteles eolios. En el patio se encuentran elementos arquitectónicos de los periodos helenístico y romano así como algunas esculturas de gran tamaño.

### Edificio nuevo
El edificio nuevo, a diferencia del antiguo, fue concebido para tener específicamente una función de museo. Además de los espacios de exposición permanente, en él hay salas para exposiciones temporales, oficinas, almacenes, un laboratorio, sala de conferencias y otros servicios. 
La exposición permanente de este nuevo edificio se centra en presentar cómo eran las prácticas religiosas, la vida cotidiana, la economía y otros aspectos de Lesbos desde el siglo III a. C. hasta el IV d. C. Entre los objetos expuestos destacan mosaicos y objetos relacionados con simposios de época romana además de una amplia muestra de todo tipo de clases de escultura de la isla de Lesbos.

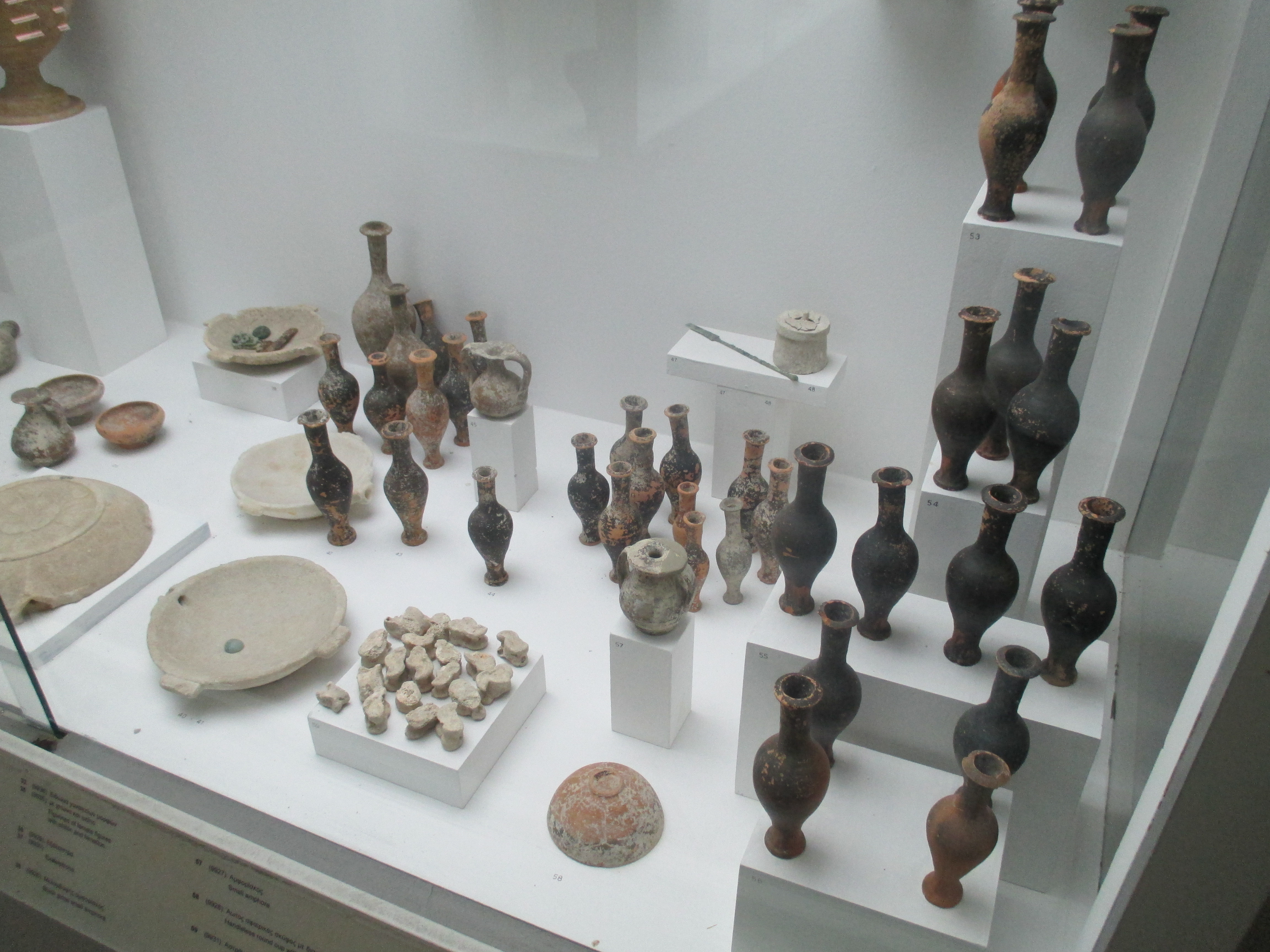
Algunos de los objetos expuestos en el edificio antiguo.
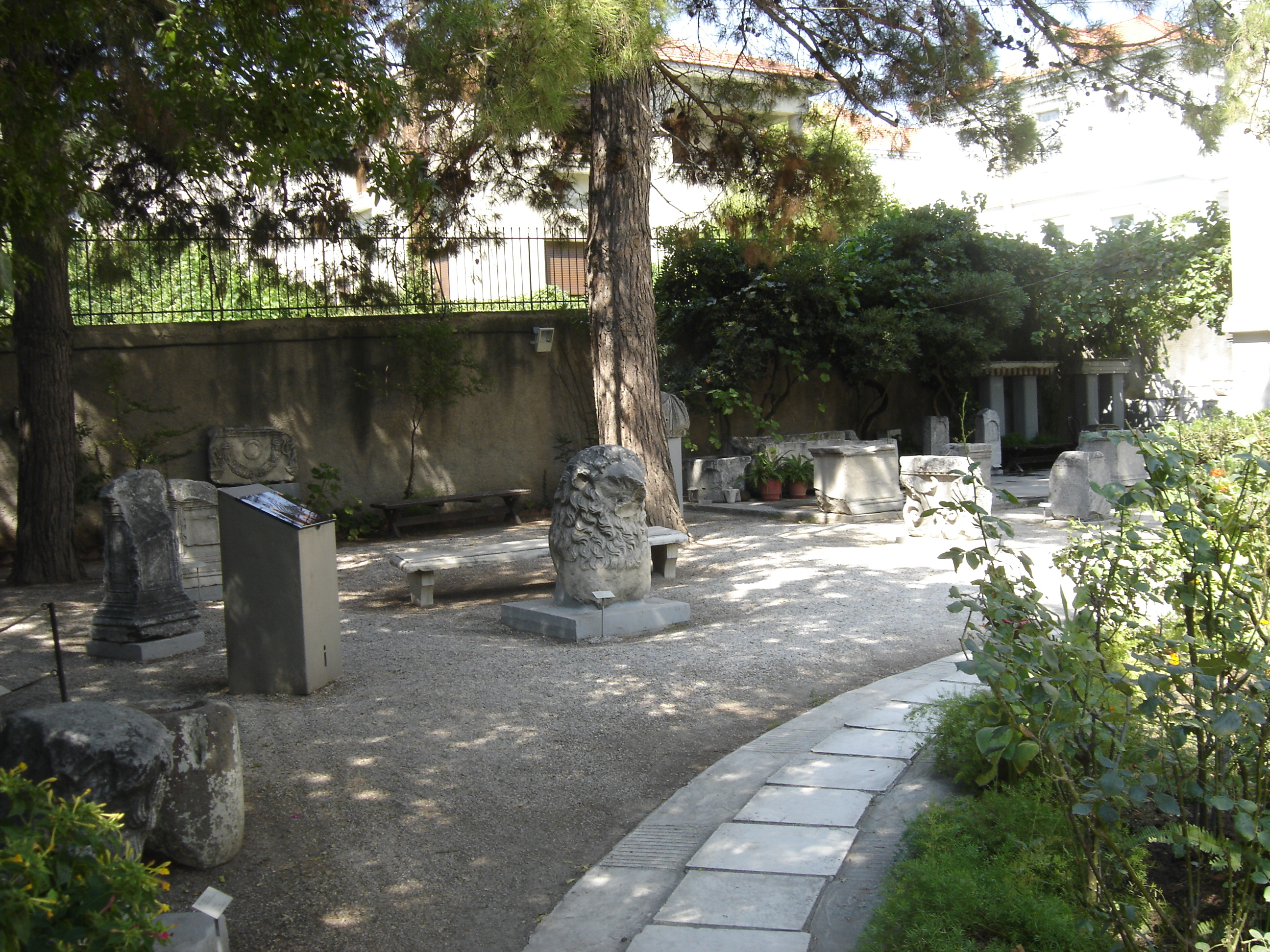
Patio del antiguo museo.
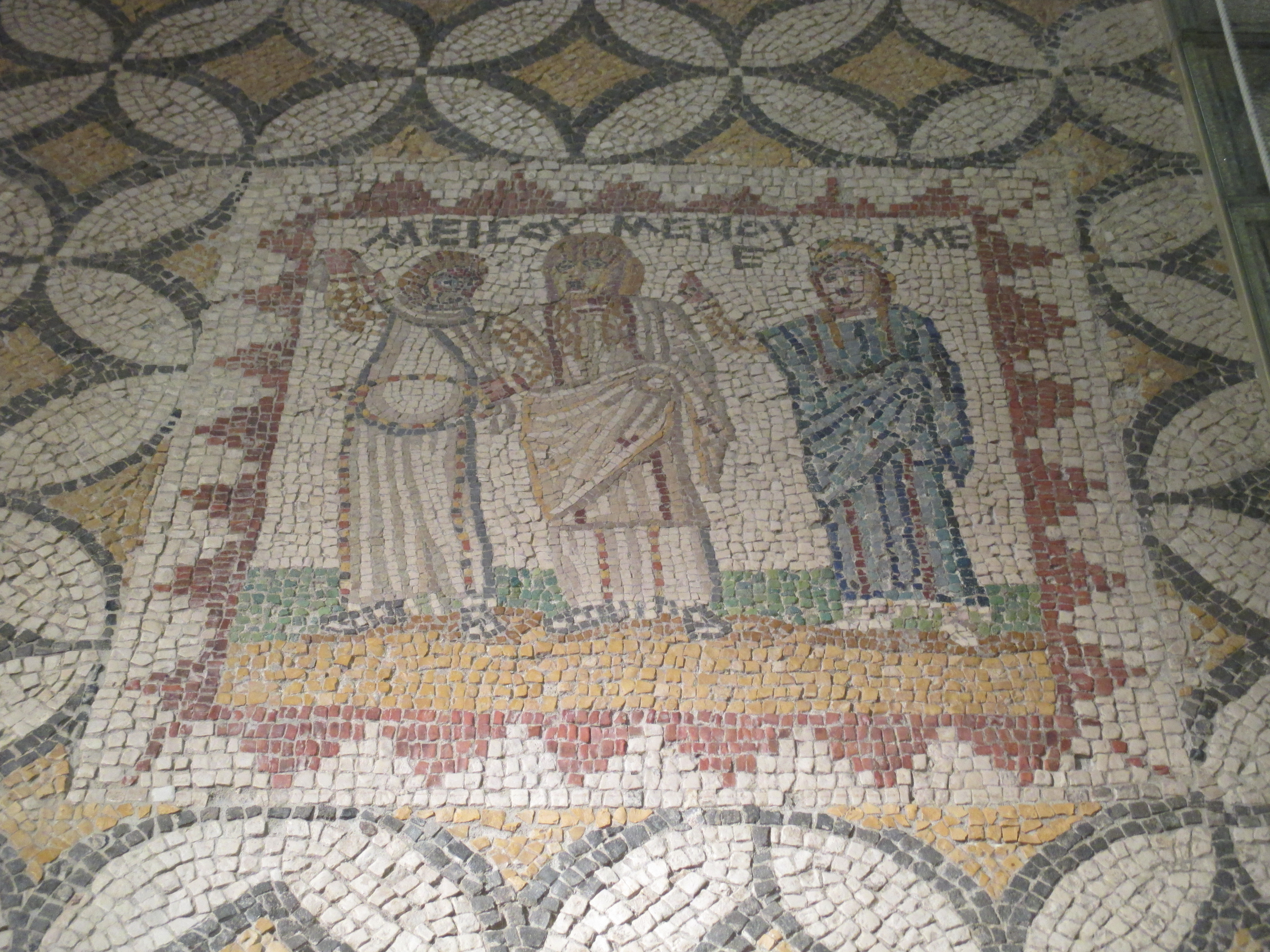
Mosaico romano.